# Universidade Nacional de Salta
A Universidade Nacional de Salta (Universidad Nacional de Salta, UNSa) é uma universidade pública argentina, com sede central na cidade de Salta.
Foi fundada pela lei 19.633 de 11 de maio de 1972, como parte de um  programa de reorganização da educação superior na Argentina, que levaria a fundação das universidades de  Jujuy, La Pampa, Lomas de Zamora, Entre Ríos, Luján, Misiones, Catamarca, San Juan, San Luis e Santiago del Estero. 
Foi fundada a partir do redirecionamento da  Universidade Nacional de Tucumán, nas instalações que esta última tinha na província de Salta.
Conta com aproximadamente 20.000 alunos. Tem sedes regionais em Tartagal e San Ramón de la Nueva Orán além da sede central em Salta. Está subdividida en seis faculdades:
- Facultade de Ciências Econômicas
- Facultade de Ciências Exatas
- Facultade de Ciências Naturais
- Facultade de Humanas
- Facultade de Engenharia
- Facultade de Ciências da Saúde

Tem também uma escola secundária, uma emissora de rádio (LRK317 Radio Universidad Nacional de Salta) e um clube de rugby.